# Heikki Hasu
Heikki Vihtori Hasu (Myllykoski, 21 marzo 1926 – 5 aprile 2025) è stato uno sciatore nordico e politico finlandese, vincitore di medaglie olimpiche e mondiali sia nello sci di fondo sia nella combinata nordica.

## Biografia

### Carriera sportiva
Partecipò a due Olimpiadi invernali (Sankt Moritz 1948 e Oslo 1952), vincendo una medaglia in entrambe le edizioni. Nell'edizione di Sankt Moritz partecipò alla 18 km di fondo, conclusa al quarto posto, e alla gara individuale di combinata nordica, vincendo la medaglia d'oro. Nella successiva edizione di Oslo conquistò due medaglie, una nella staffetta 4x10 km di fondo (oro) e una nella combinata nordica (argento); partecipò anche alla 18 km di fondo, dove si classificò al quarto posto.
Vinse anche due medaglie ai Mondiali del 1950, una nella combinata nordica (argento) e una nella staffetta 4x10 km di fondo (oro).
Hasu vinse il Trofeo Holmenkollen di combinata nordica nel 1953, ma già nel 1952 venne insignito della Medaglia Holmenkollen (condivisa con Stein Eriksen, Torbjørn Falkanger e Nils Karlsson).
Fu insignito del titolo di "Sportivo finlandese dell'anno" due volte, nel 1948 e nel 1950. In suo onore fu eretta una statua ad Anjalankoski.

### Carriera politica
Dopo il suo ritiro dalle gare, Hasu fece parte del Parlamento finlandese per due legislature, dal 20 febbraio 1962 al 4 aprile 1966, e dal 25 aprile 1967 al 22 marzo 1970.

### Morte
Hasu è morto nel 2025, quasi centenario.

## Palmarès

### Olimpiadi
- 3 medaglie:
  - 2 ori (combinata nordica a Sankt Moritz 1948; staffetta 4x10 km di fondo a Oslo 1952[3])
  - 1 argento (combinata nordica a Oslo 1952)

### Mondiali
- 2 medaglie, oltre a quella conquistata in sede olimpica e valida anche a fini iridati:
  - 1 oro (combinata nordica a Lake Placid 1950)
  - 1 argento (4x10 km di fondo a Lake Placid 1950)

## Onorificenze
- Medaglia Holmenkollen (1952)